# Hříškov
Obec Hříškov se nachází v okrese Louny v Ústeckém kraji asi deset kilometrů jihovýchodně od Loun. V obci, včetně částí Bedřichovice a Hvížďalka, žije 391 obyvatel.

## Název
Název vesnice je odvozen z příjmení Hříšek (zdrobnělina slova hřích) ve významu Hříškův dvůr. V historických pramenech se jméno vsi objevuje ve tvarech: de Hrzieskowa (1318), Hrziestaw (1368), de Hrziescowa (1395), de Hrziesskow (1398), de Hrziesscow (1401), ve Hříškově (1524), Rzisskow (1614), ve vsi Hrzjsskowie (1615) nebo Rziskow (1671).

## Historie
První písemná zmínka o vesnici pochází z roku 1318.
Hříškov byl založen šlechtickým rodem Žerotínů, který založil také hrad v Žerotíně nebo klášter v Panenském Týnci. Ve 14. století darovali podstatnou část nemovitého majetku v Hříškově klášteru.

## Obyvatelstvo
| Obec Hříškov                                                                | Obec Hříškov | Obec Hříškov | Obec Hříškov | Obec Hříškov | Obec Hříškov | Obec Hříškov | Obec Hříškov | Obec Hříškov | Obec Hříškov | Obec Hříškov | Obec Hříškov | Obec Hříškov | Obec Hříškov | Obec Hříškov |
|                                                                             | 1869         | 1880         | 1890         | 1900         | 1910         | 1921         | 1930         | 1950         | 1961         | 1970         | 1980         | 1991         | 2001         | 2011         |
| --------------------------------------------------------------------------- | ------------ | ------------ | ------------ | ------------ | ------------ | ------------ | ------------ | ------------ | ------------ | ------------ | ------------ | ------------ | ------------ | ------------ |
| Obyvatelé                                                                   | 993          | 973          | 956          | 978          | 1 022        | 935          | 914          | 637          | 608          | 539          | 458          | 346          | 347          | 395          |
| Místní část Hříškov                                                         |              |              |              |              |              |              |              |              |              |              |              |              |              |              |
| Obyvatelé                                                                   | 794          | 777          | 760          | 815          | 846          | 757          | 757          | 513          | 483          | 431          | 376          | 287          | 283          | 308          |
| Domy                                                                        | 129          | 131          | 139          | 149          | 159          | 161          | 173          | 172          | 196          | 147          | 122          | 149          | 145          | 155          |
| Data z roku 1961 zahrnují i domy z místních částí Bedřichovice a Hvížďalka. |              |              |              |              |              |              |              |              |              |              |              |              |              |              |

## Části obce
- Hříškov
- Bedřichovice
- Hvížďalka

## Pamětihodnosti
- Kaple Nejsvětější Trojice
- venkovská usedlost čp. 54